# 北島隆三
北島 隆三（きたじま りゅうぞう、1985年10月23日 - ）は、日本の馬術選手。

## 経歴・人物
- 兵庫県神戸市出身。神戸市立垂水東中学校[1]⇒奈良県立山辺高等学校[2]⇒明治大学政治経済学部卒業[3]。
- 少年時代より競馬騎手を志望し、乗馬を始める。中学、高校と進むにつれ『オリンピック選手になりたい』という夢が芽生えたために馬術選手に鞍替えした[2][4]。
- 高校3年次に山辺高等学校に馬術部が創設され、その年に全日本高等学校馬術競技大会に出場し、準優勝を果たしている[2]。
- 明治大学へ進学後は総合馬術を中心に競技活動を進め、4年次には馬術部主将を務める。その間、2006年及び2007年の「全日本学生馬術選手権大会」と2007年「全日本学生賞典馬場馬術競技大会」でそれぞれ優勝を果たす[5]。
- 大学卒業後は乗馬クラブクレインに就職し、馬術選手として活動[2]。2015年からはイギリスへ渡航し、鍛錬修行に明け暮れる日々を送る[6]。
- 馬術日本代表として「2014年アジア競技大会」（大韓民国・仁川広域市）で団体総合馬術競技で2位、「2018年アジア競技大会」（インドネシア・ジャカルタ／パレンバン）で団体総合馬術競技優勝を達成した[7]。
- 夏季オリンピックでは2016年のリオデジャネイロ大会、2021年東京大会[注 1]と連続出場した[6][8]。
- 2024年のパリオリンピックではベルサイユ宮殿にて開催された総合馬術競技団体[注 2]において3位となり、日本馬術界にとって第二次世界大戦後初となる銅メダル[注 3]を獲得する壮挙を成し遂げた[9][2][3]。